# 주한 사우디아라비아 대사관
주한 사우디아라비아 대사관(아랍어: السفارة السعودية في كوريا الجنوبية)은 대한민국 서울특별시 용산구에 있는 사우디아라비아 왕국 대사관이다.

## 공관 연혁
- 1962년 10월 16일: 대한민국-사우디아라비아 국교 수립.[3] 사우드 빈 압둘아지즈 알사우드 국왕-박정희 대통령 수교협의 서명.[4]
- 1974년 4월 21일: 대사관 개설.[3]
- 2009년 11월: 서울 종로구 신문로에서 서울 용산구 이태원동으로 청사를 이전했다.[2]

## 같이 보기
- 사우디아라비아의 재외공관 목록
- 대한민국 주재 외국공관 목록
- 주사우디아라비아 대한민국 대사관
- 주젯다 대한민국 총영사관